# Hotelul Împăratul Romanilor din Sibiu
Hotelul Împăratul Romanilor din Sibiu (în germană Zum Römischen Kaiser, literal La împăratul Romanilor) este actualmente un hotel din Sibiu, atestat documentar în 1555. Hangiul luxemburghez Philipp Collignon a arendat în 1772 hanul „La steaua albastră” și a avut un rol important în dezvoltarea și crearea renumelui său. Aici s-a cazat la 31 mai 1783 împăratul Iosif al II-lea, aflat într-o călătorie prin Transilvania, iar proprietarul hanului a decis în cinstea acestui eveniment schimbarea numelui în „Zum Römischen Kaiser” („La Împăratul Romanilor”).
Magistratul orașului a cumpărat în 1857 Casa Wayda, pentru suma de 25.000 de guldeni, urmărind extinderea hanului pentru a găzdui întâlniri politice, inclusiv întrunirile Dietei Transilvaniei. Sala festivă a fost reamenajată în 1873, fiind montată o pardoseală din parchet, iar începând din 1876 vor fi organizate aici spectacolele teatrale. Clădirea veche a fost demolată în 1891 și s-a construit vizavi o clădire modernă, mai adecvată cerințelor vremii, care a fost inaugurată în 7 septembrie 1895.

## Galerie de imagini

Deschiderea festivă a Dietei Transilvaniei la 16 iulie 1863 în sala festivă a hotelului